# Норья
Норья (удм. Норья) — село в Малопургинском районе Удмуртии, административный центр муниципального образования «Норьинское».
Село расположено на северо-западе района на реке Большая Увайка, в 27 км от районного центра — села Малая Пурга.
Постоянное население села на 2011 год — 769 жителей.

## История
В 1841 году, по определению Священного Синода, в селе Большенорьинское открыт приход, первоначально богослужения исполнялись в молитвенном доме. В 1843 году завершено строительство деревянной церкви и храм освящён в честь Апостолов Петра и Павла. По итогам десятой ревизии 1859 года в 83 дворах казённого села Норья Большая (Большенорьинское) при речке Увайке проживали 241 житель мужского пола и 244 женского, и помимо церкви размещались волостное правление, сельская расправа, работали две мельницы. Со временем деревянный храм обветшал и в 1893 году ему на смену построена каменная Петропавловская церковь, освящённая 18 ноября 1893 года. К 1897 году в селе проживало 884 человека.
В 1921 году в связи с образованием Вотской АО, село в составе Большенорьинской волости передано из Сарапульского уезда Вятской губернии в состав Ижевского уезда новой области. В 1924 году в результате административной реформы Большенорьинская волость ликвидирована и село в составе Большенорьинского сельсовета вошло в состав Советской волости, административный центр которой размещался в селе Лудорвай, но уже в следующем 1925 году село Большая Норья снова становится волостным центром. В 1929 году при разделе Ижевского уезда образован Малопургинский район, Советская волость упразднена и село входит в состав нового района. С 1935 по 1963 году село входило в состав Нылгинского района. В 1963 году Нылгинский район ликвидирован и село 2 года, до 1965 года, входило в состав Ижевского сельского района. С 1965 года по настоящее время село Норья входит в состав Малопургинского района.
В 1991 году Петропавловская церковь была возвращена верующим, а в 2003 году из села Русский Пычас в село Норья был переведён женский монастырь и приход храма преобразован в Мало-Дивеевский Серафимовский монастырь.

## Инфраструктура
- Средняя общеобразовательная школа[13]
- Детский сад «Ласточка»[13]